# Periodo formativo de América

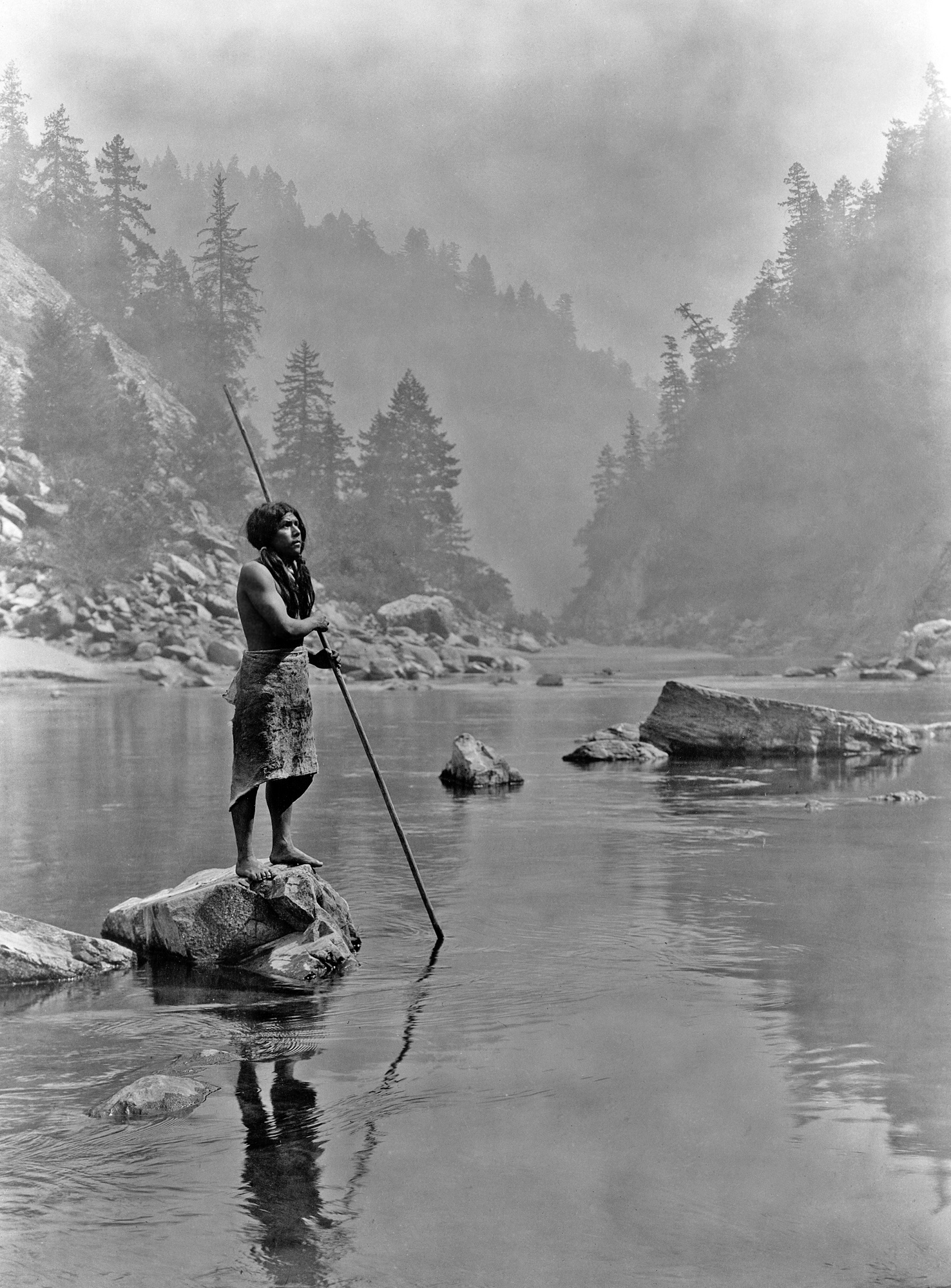
Amerindio Hupa

El Periodo Formativo o Preclásico de América, corresponde al tercer periodo (en el que se pescaba con lanzas y no con mallas de pescar) en el que se divide la Prehistoria de América para efectos de estudio. Situado entre el 1500 a. C. y el 292. Gracias a la agricultura, el hombre americano comenzó a conformar pueblos sedentarios y alrededor de ello se dio la formación de sociedades más complejas, inicialmente en Mesoamérica y los Andes Centrales.

## Descripción
En el periodo formativo de la prehistoria europea, aunque en el caso americano es un período más dilatado. Inmediatamente en esta fase aparecen las primeras formas de escritura y las grandes casas clásicas como la de los antiguos mayas o los moche. Durante el período formativo de América se consolida la agricultura en las zonas de mayor densidad de población, aparecen las primeras sociedades jerarquizadas con formas de gobierno más complejas que las de la aldea mononuclear. De hecho, durante el formativo aparecen grandes estructuras estatales parcial o totalmente especializadas en Mesoamérica como la civilización olmeca que llegó a dominar extensos territorios y a construir importantes centros urbanos en torno a santuarios dedicados al Dios Jaguar, a diferencia de Sudamérica en donde ya había estructuras estatales desde el Periodo Arcaico con la civilización caral. Otras culturas reseñables son las de los anasazi y sus similares (Arizona), así como los constructores de montículos a lo largo de Norteamérica. El periodo formativo se suele dividir en tres etapas: temprano, medio y superior.

## Periodo de tiempo
- Paleoíndio (antes del 8000 a. C.)
- Periodo Arcaico de América (8000 a. C.-1500 a. C.)
- Periodo Clásico de América (1500 a. C.-900)
- Periodo Posclásico de América (900-1527)

- Datos: Q4347456
- Multimedia: Archaeology of the Americas / Q4347456